# 大河内重綱
大河内 重綱（おおこうち しげつな）は、江戸時代前期の旗本。大河内宗家14代。石高は715石。叔父に同姓同名の大河内重綱（長兵衛）がいる。

## 生涯
元和元年（1615年）に酒井親炮の長男として生まれる。母は松平信綱の姉であり、親炮に嫁いだが妊娠中に夫が死去したため実家に戻って重綱を産んだ。母はその後旗本・天野長信に嫁いだが、重綱は祖父・大河内久綱の養子となる。
寛永3年（1626年）に初めて将軍家光に御目見する。寛永10年（1633年）、小姓組番士となる。正保3年（1646年）4月に養父が死去し、松平信綱の願いにより12月9日に家督を相続する。寛文11年（1671年）5月20日に死去した。享年57。